# دوره میجی
دوره مِیجی (به ژاپنی: 明治時代، روماجی: Meiji jidai) دورانی چهل و پنج ساله از تاریخ ژاپن را در بر می‌گیرد که در آن امپراتور مِی‌جی (بیست‌وسوم اکتبر ۱۸۶۸ تا سی‌ام ژوئیه ۱۹۱۲) قدرت را در دست داشت. پس از مرگ امپراتور می‌جی در سال ۱۹۱۲، امپراتور تای‌شو بر تخت نشست و دوره تای‌شو آغاز شد.

## سوگندنامه پنج‌ماده‌ای

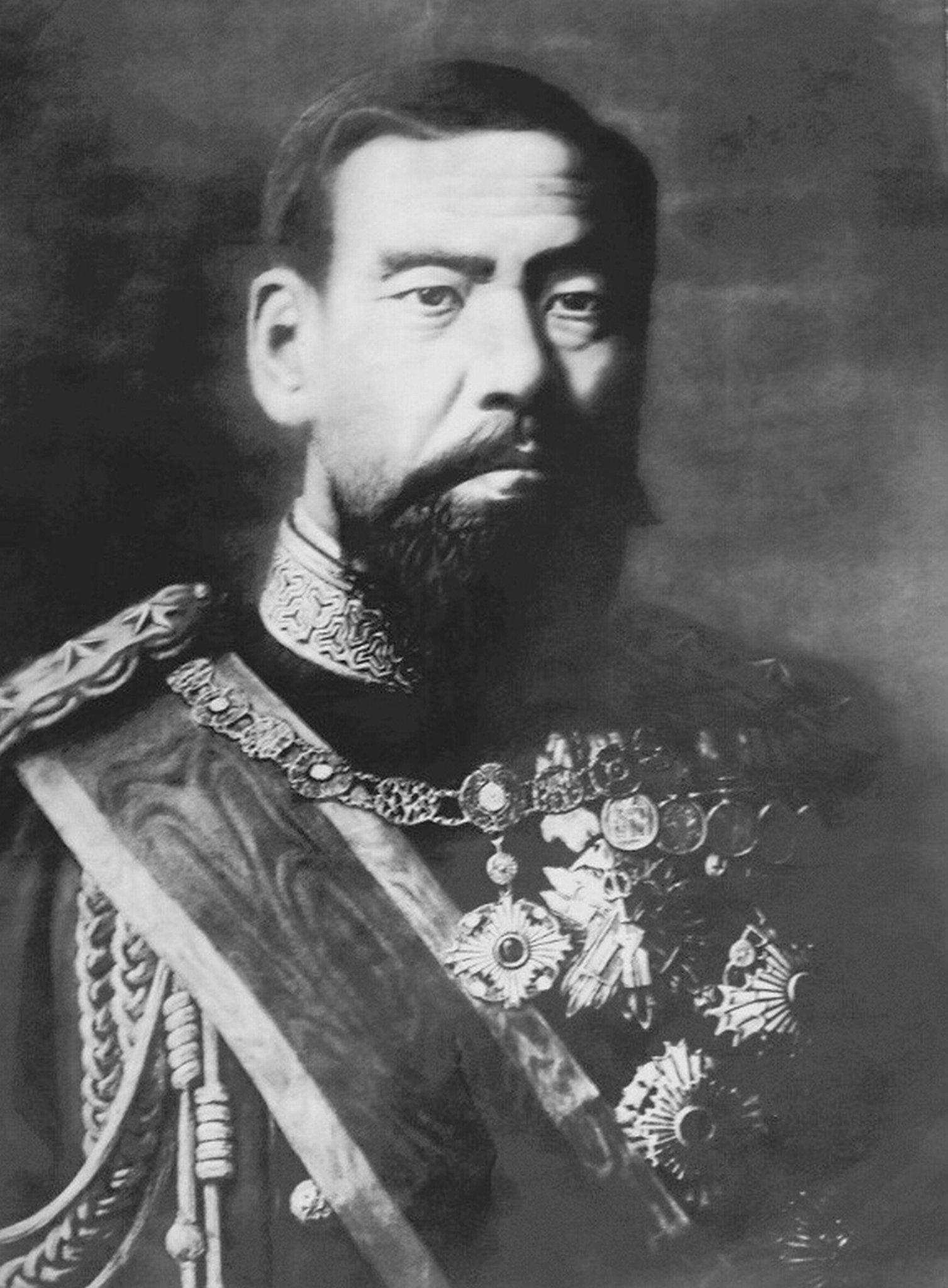
امپراتور مِی‌جی در دهه پنجاه زندگی

تابلوی ابریشمی تک لایه‌ای از مجموعهٔ چهار تایی. اثر نشان‌دادن کشت و تولید برنج، چای و ابریشم را به‌تصویر کشیده است. امضا شده توسط Sekka و با مهر قرمز (سلطنتی)، مربوط به دورهٔ مِیجی، از مجموعهٔ خلیلی (en).

در سوم فوریه ۱۸۶۷ موتسوهیتو در سن چهارده سالگی جانشین پدر شد و دوران مِی‌جی آغاز گردید. در طول این دوره ژاپن مدرن‌گرایی خود را آغاز کرد. سرآغاز این اصلاحات سوگندنامه‌ای پنج‌ماده‌ای بود که در هفتم آوریل ۱۸۶۸ و در هنگام تاج‌گذاری امپراتور مِی‌جی اعلام شد. این سوگندنامه هدف از دگرگونی‌های دوران امپراتور مِی‌جی را روشن کرد و بنیانی قانونی برای مدرن‌گرایی ژاپن بنا نهاد. پنج ماده این سوگندنامه به شرح زیر بود:
1. برپایی شورای مشورتی.
2. دخالت همه طبقات در اداره امور مملکتی.
3. الغای قانون‌های تجمل‌ستیز و حذف محدودیت‌های طبقاتی در استخدام.
4. جایگزین کردن قانون‌های منصفانه طبیعی به جای سنت‌های نادرست.
5. جستجوی جهانی دانش به منظور تقویت بنیاد حکومت امپراتوری.

## نمای کلی
با وجود مخالفت‌ها، رهبران مِی‌جی به مدرن‌سازی ژاپن ادامه دادند. آن‌ها با حمایت‌های دولتی به تمام شهرهای مهم کشور سیم تلگراف کشیدند. صنعت کشتی‌سازی، راه‌آهن، کارخانه‌های مهمات‌سازی، معدن و دیگر صنایع نیز از این حمایت‌ها برخوردار شد. نگرانی از امنیت ملی باعث توجه بسیار به نوسازی ارتش شد. به این ترتیب ارتشی کوچک با یک سیستم بزرگ پشتیبانی شکل گرفت و نظام سربازی برای همه مردان اجباری شد. سامانه‌های نظامی ارتش‌های خارجی و به ویژه سیستم فرانسوی مورد مطالعه قرار گرفت و در سیستم نظامی ژاپن به کار برده شد.

## نظامی‌گری و روابط خارجی

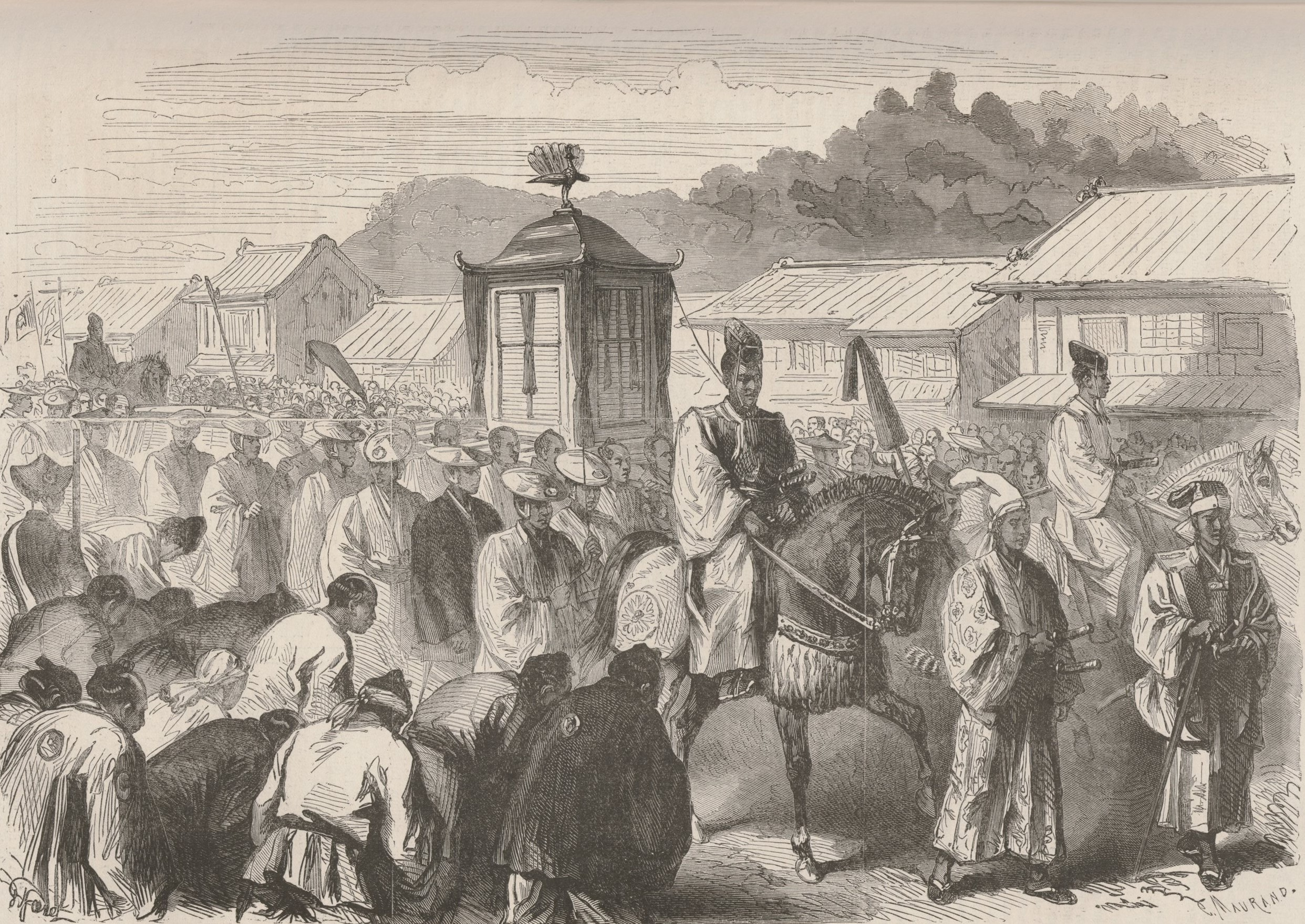
دوره میجی

هنگامی که نیروی دریایی آمریکا به سیاست انزوا یا ساکوکو در ژاپن پایان داد، ژاپنی‌ها خود را در برابر فشار نظامی و بهره‌کشی اقتصادی قدرت‌های غربی بی‌دفاع یافتند. اگر ژاپن می‌خواست از دوران فئودالی بیرون بیاید و همچون دیگر کشورهای آسیایی به یکی از مستعمرات اروپایی‌ها تبدیل نشود، لازم بود که پایه‌های یک استقلال ملی واقعی را بنا گذارد. ژاپن پس از شکست دادن چین و کره و سپس پیروزی بر روسیه در منچوری به یک قدرت جهانی مبدل شد.
پس از امضای قراردادهای پنج قدرت آنسی (۱۸۵۸) و دیگر قراردادهای نابرابر ژاپن در برابر دنیای غرب در دوره باکوماتسو که آگاهی به ضعف ژاپن همه مردم را در موضعی دفاعی در برابر غرب نهاده بود، باز کسانی مانند یوشیدا شوئین داشتن پایگاهی در خاک آسیا را شرط ادامه بقای ژاپن می‌دانستند. گروهی از رهبران اصلاحات میجی هم با این نظر موافق بودند و تلاش‌های سایگو تاکاموری این گروه را در اعتقاد خود استوارتر کرد. در سال ۱۸۸۱ بازماندگان قیام سایگو و دیگر هواداران آن یک انجمن میهنی به نام گِن‌یُوشا برای پیشبرد هدف خود تشکیل دادند و از فرصتی برای در فشار گذاشتن دولت میجی و برانگیختن احساسات عمومی بهره‌برداری می‌کردند. در نتیجه کره هم مانند قضیه پیمان‌های نابرابر موضوع بحث عام شد و مردم از هر دسته و گروه اجتماعی با فکر مداخله در کره همراه شدند. چه با این انتظار که باید کره را باید به انجام اصلاحات و افتادن در راه تجدد به الگوی ژاپن وادشت تا متحد ارزنده ای در برابر سلطه‌جویی غرب در منطقه شود یا با اعتقاد به رسالت ژاپن برای ایجاد یک اتحاد ضد غربی که چین و کره باید خواه ناخواه در آن باشند تا ژاپن به این وسیله خود و همسایگانش را از مطامع اروپاییان حفظ کند.

## قیام سایگو تاکاموری
سایگو تاکاموری (سامورایی) و گروه متنفذی در دولت نظر داشتند که باید لشکری به تلافی رفتار توهین‌آمیز کره به این کشور اعزام شود. در این هنگام برخی دیگر از اعضای دولت تحت عنوان مأموریت ایواکورا در اروپا بودند. وقتی که آنها برگشتند نظر خود را مبنی بر اینکه به جای ماجراجویی در خارج باید به سامان داخل و اصلاح کارها و پیش بردن تجدد کشور باید پرداخته شود، توانستند غالب کنند. سایگو تاکاموری با هواداران خود از دولت کناره گرفت و به ولایت ساتسوما در جنوب ژاپن برگشت. اما تدابیر دولت مانند سربازگیری که به گمان وی برای محو بنیاد و سنت سامورایی از جامعه ژاپن بود موجب نارضایی وی بود و سرانجام در سال ۱۸۷۷ شورش مسلحانه‌ای که بنام جنگ سینان شناخته می‌شود را علیه دولت رهبری کرد. این شورش چندین ماه ادامه داشت و به بهای جان سی هزار نفر از دو طرف تمام شد تا قوای دولتی سرانجام توانست قیام را سرکوب کند. سایگو تاکاموری پس از شکست به سنت سامورایی‌ها هاراکیری کرد.

## ارتباط با کره
ژاپنی‌ها چهارصد سال بود که در کره یک ایستگاه تجاری بنام «سوریو واکان» داشتند و ملازمان دایمیوی (ارباب) تسوشیما در این پایگاه مستقر بودند. با آغاز دوره میجی روابط کره با ژاپن رو به تیرگی گذاشت. کره که رابطه حسنه‌ای با شوگون‌سالاری توکوگاوا داشت، پس از سرنگونی نظام شوگونی مایل نبود وارد رابطه بازرگانی با حکومت میجی شود. پدر پادشاه کره به تغییرهایی که به تازگی در ژاپن رخ داده بود، بدگمان بود. وی اصرار داشت به جای روابط مستقیم با ژاپن، به روال مرسوم از طریق واسطه شدن دایمیوی (ارباب) تسوشیما روابط بین دو کشور برقرار باشد. برای حل این مسئله دو عضو وزارت خارجهٔ ژاپن در سال ۱۸۷۰ به کره فرستاده شدند اما پاسخ کره تنها این بود که نمی‌توانند پیام ژاپن را بپذیرند. فرستادگان سرخورده به ژاپن برگشتند و دولت را ترغیب به جنگ با کره کردند. هیئت‌های دوم و سوم نیز توفیق بیشتری نداشتند. در سال ۱۸۷۳ سیاستمدار و دیپلمات ژاپنی سوئه‌جیما تانه‌اومی به دولت پیشنهاد داد که با توجه به سابقهٔ تاریخی بهتر است پایگاه بازرگانی در کره حفظ شود. با این حال ژاپن از رد درخواست خود مبنی برگشودن درهای تجارت و روابط دیپلماتیک از طرف کره خشمگین بود.

### بستن قراردادهای نابرابر با کره
در سال ۱۸۷۵ یک ناوگان ژاپنی که به ظاهر مأموریت نقشه‌برداری دریایی داشت، برای برانگیختن کره در طی حادثه جزیره کانگوا وارد حریم دریایی کره شد و آب آشامیدنی خواست. گارد ساحلی کره به روی این کشتی‌ها آتش گشودند و با این که گلوله توپ‌ها به کشتی‌ها نرسید، ناوگان ژاپنی استحکامات بندر و کشتی‌های پهلو گرفته در آنجا را در هم کوبید. دولت ژاپن بی‌درنگ کورودا کیوتاکا را به کره فرستاد و به همان شیوه که دو دهه پیش آمریکا با ژاپن رفتار کرده بود با تهدید اسلحه پیمان ۱۸۷۶ ژاپن و کره (پیمان نابرابر گانگوا) را در سال ۱۸۷۶ با کره امضا کرد و دو بندر کره بر روی ژاپن گشوده شد. در این پیمان کره کشور مستقلی در نظر گرفته شده بود و نفوذ مسلط چین در آنجا نادیده گرفته شده بود. این کار خشم چین را برانگیخت و این دولت مدعی شد که کره تحت حمایت چین است و حق بستن چنین پیمانی را با کشور دیگر ندارد. در سال ۱۸۸۴ که چین در ویتنام از فرانسه شکست خورد جناح هوادار ژاپن در کره فرصت را غنیمت شمرد و با حمایت ژاپن دست به کودتا زد که شکست خورد. سپس قراردادی بین چین و ژاپن امضا شد که هر دو کشور نیروهایشان را از کره بیرون ببرند. در این هنگام فساد اداری در دستگاه حکومت کره شایع و فشار مالیاتی برای مردم طاقت فرسا بود. در ماه ژوئن ۱۸۹۴ شورش‌های پراکنده در کره برخاست که گروه‌های ضد غربی به نام تونگ-هاکس سازمان داده بودند. پادشاه کره که خود را تحت حمایت چین می‌دانست از این دولت یاری خواست. چین بی‌درنگ با اعزام یک نیروی دو هزار نفره به آنجا شورش‌ها را به تندی سرکوب کرد. ژاپن این امر را مخالف قرار داد قبلی دانست و نیروهایش را نزدیک سئول پیاده کرد. در پی آن سربازان ژاپنی کاخ سلطنتی کره را تصرف کردند و پدر پادشاه را گرفتند. او با پسر به خصوص عروسش، ملکه بر سر حکومت کشور اختلاف نظر داشت. ژاپنی‌ها وی را وادار کردند که حکومتی هوادار ژاپن تشکیل دهد.

### نخستین جنگ با چین

محل شبه جزیره لیائوتونگ در نقشهٔ چین.

تا پایان سپتامبر ۱۸۹۴ ارتش ژاپن بیش تر خاک کره را تصرف کرده بود و پیشروی به سوی چین را ادامه داد. در فوریه سال ۱۸۹۵ راه به روی پیشروی به سوی پکن باز بود و چین چاره ای جز تسلیم ندید و پیمان صلحی به نام پیمان شیمونوسکی را امضا کرد و به قیمومیت چین بر کره پایان داد و نیز جزیره فرمز (تایوان) و شبه جزیره لیائوتونگ را به ژاپن واگذار کرد. همچنین قرار شد غرامت نقدی سنگینی به مبلغ سی صد میلیون ین به ژاپن بپردازد.
شکست چین از ژاپن نشان داد که چین ضعیف تر از آن است که پنداشته می‌شود و نیز آشکار نمود که تجدد ژاپن توفیق عمده و برجسته ای داشته است. سه هفته بعد از صلح و اقدام ژاپن در تصرف خاک چین موجب اعتراض مشترک کنسرت اروپا (شامل امپراتوری روسیه، جمهوری سوم فرانسه و امپراتوری آلمان) گردید. طبق مداخله سه‌گانه در ۲۳ آوریل ۱۸۹۵، ژاپن اجباراً شبه‌جزیره لیائودونگ در جنوب منچوری را در ازای افزایش غرامت به چین باز پس داد. از دست رفتن شبه‌جزیره لیائودونگ پیمان صلح را یکسره از ارزش نینداخت اما صورتی که این کار داشت و تحمیل سه دولت چنان بر مردم ژاپن گران آمد که آن را شکست بزرگی شمردند. اثر مداخله سه دولت در روح و اندیشه مردم ژاپن سالیان دراز باقی ماند از آن پس به بعد بیش تر در معرض القائات ملی گرایان افراطی و نگران حیثیت و غرور ملی بودند. پس از آن ژاپن بیش از پیش به تقویت نیروی نظامی خود پرداخت. در ماه ژوئن سال ۱۹۰۳ پیشنهاد حل و فصل کلی مسائل مورد مناقشه ژاپن و روسیه از طرف ژاپن به روسیه داده شد، به این ترتیب که دو طرف احترام به تمامیت ارضی چین و کره را تضمین کنند و حقوق خط آهن روسیه در منچوری و نیز منافع اقتصادی و سیاسی ژاپن در کره شناخته شود. روس‌ها بر حق انحصاری خود بر منابع جنوب منچوری حاضر به سازش با ژاپنی‌ها نبودند و هر چند که در مورد کره با توافق به ژاپن رسیدند در مورد چین و منچوری توافق نکردند. در تاریخ ۶ فوریه مذاکرات روسیه و ژاپن قطع شد و روز ۱۰ فوریه اعلان جنگ از طرف ژاپن به روسیه داده شد.

### جنگ روسیه و ژاپن
جنگ روسیه و ژاپن دو سال پس از امضای پیمان اتحاد ژاپن و بریتانیا در سال ۱۹۰۴ درگرفت. جنگ سال‌های ۰۵–۱۹۰۴ بین امپراتوری روسیه، یک قدرت بین‌المللی با یکی از بزرگ‌ترین ارتش‌ها در جهان، امپراتوری ژاپن، ملتی که اخیراً بعد از دو قرن و نیم انزوا به صحنه جهانی بازگشته بود. مجموعه‌ای از نبردها در شبه‌جزیره لیائودونگ منجر به رانده شدن ارتش روسیه از جنوب منچوری، و نبرد تسوشیما منجر به یک فاجعه برای نیروی دریایی امپراتوری روسیه شد.
پس از پیروزی ژاپن در نبرد موکدن ژنرال اویاما ایوائو بی‌درنگ رئیس ستاد خود را به توکیو فرستاد تا لزوم صلح بی تأمل را به دولت میجی بقبولاند. ژاپن پیشنهاد میانجیگری را به تئودور روزولت داد و روسیه نیز از این پیشنهاد استقبال کرد. در ماه اوت نمایندگان مختار دو دولت در آمریکا ملاقات کردند. خواست‌های ژاپن چنان‌که از یک فاتح مسلم جنگ انتظار می‌رفت سنگین بود و متضمن شناسایی برتری ژاپن در کره (کشور) انتقال تأسیسات و منافع روسیه از منچوری چین و از جمله خط راه‌آهن منچوری و شبه‌جزیره لیائوتونگ به ژاپن، تسلیم ساخالین و پرداخت غرامت به ژاپن بود. دو خواسته اخیر را روسیه به شدت رد کرد تا سرانجام با میانجیگری آمریکا پذیرفت تا نیمه جنوبی ساخالین را به ژاپن واگذار کند اما به هیچ‌وجه پرداخت خسارت را نپذیرفت.
در پیمان پورتسموت روس‌ها قبول کردن تا منافع اعلای سیاسی، نظامی و اقتصادی ژاپن در کره (کشور) را بپذیرند و اجاره شبه‌جزیره لیائوتونگ (از چین) را به ژاپن انتقال دهند و راه‌آهن پورت آرتور به موکدن را تا انتهای شمالی و همچنین نیمه جنوبی جزیره ساخالین را با حقوق خاص ماهیگیری به ژاپن انتقال دهند. در ژاپن با اعلام مواد و شرایط پیمان صلح بلوا و خشم عمومی برخاست. اما برای دولت ژاپن که توان مالی و نظامی‌اش در یک جنگ بیست ماه به پایان رسیده بود این قرارداد یک پیروزی بزرگ بود.

### استعمار کره
در کره همان که روس‌ها در آغاز جنگ با ژاپن از آنجا رانده شدند دولت ژاپن پادشاه کره را به امضای موافقت نامه ای واداشت که امنیت آن کشور و خانواده سلطنتی را تضمین می‌کرد و برای این کار اجازه اقدام لازم را به ژاپن می‌داد. مردم کره که از فشار روسیه و فساد دستگاه حکومت رنجیده شده بودند امیدوار شدند که با این ترتیب کارهایشان سامان گیرد اما ژاپن که حقوق نظامی در آنجا پیدا کرده بود خواست که حقوق مالی و دیپلماتیک را هم بر آن بیافزاید و نیت اصلی خود را آشکار ساخت. با نمودار شدن افق پیروزی بر روسیه ژاپن بر آن شد که کار کره را یکسره کند و این سرزمین را تحت‌الحمایه/مستعمره خود سازد. در کره پادشاه اختیاردار مطلق بود و زیر بار این خواست ژاپن نمی‌رفت اما نیروهای ژاپنی در کره حاضر بودند و کار را پیش بردند. سرانجام پیمان ۱۹۰۵ ژاپن و کره (نوامبر ۱۹۰۵) بدون موافقت پادشاه امضا شد. در پایان سال ۱۹۰۵ فرمانداری کل ژاپن در سئول برقرار و ایتو هیروبومی نخستین فرماندار یا نخستین ژنرال ژاپنی مقیم کره شد.